# Ali Hasan al-Madschid

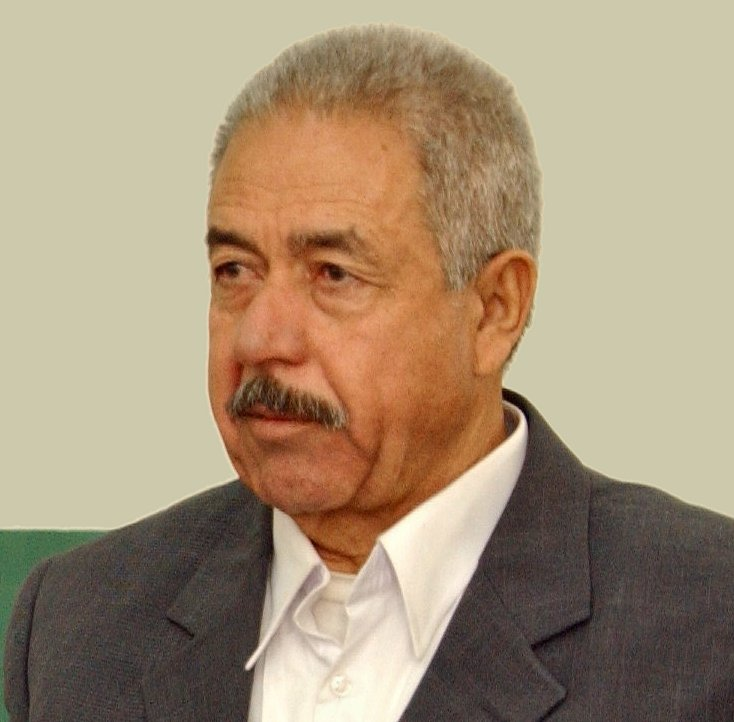
Ali Hasan al-Madschid (2004)

Ali Hasan (oder Hassan) al-Madschid at-Tikriti (arabisch علي حسن المجيد, DMG ʿAlī Ḥasan al-Maǧīd, auch al-Majid; * 30. November 1941 in Tikrit; † 25. Januar 2010 in Bagdad) war ein irakischer Politiker und General. Der Vetter von Saddam Hussein bekam aufgrund der von ihm befohlenen Giftgas-Einsätze von den westlichen Medien den Namen Chemical Ali bzw. dt. Chemie-Ali. Er wurde unter anderem wegen Völkermordes viermal zum Tode verurteilt und schließlich hingerichtet.

## Politische Karriere
Von 1987 bis 1989 war Ali Hasan al-Madschid Gouverneur in den irakischen Nordprovinzen (Irakisch-Kurdistan). In dieser Zeit wurde er als Chemie-Ali bekannt, da er in Zusammenhang mit der sogenannten Anfal-Operation den Einsatz von Giftgas gegen die kurdische Bevölkerung angeordnet haben soll. Allein beim Angriff auf die Stadt Halabdscha am 16. und 17. März 1988 kamen bis zu 5000 Menschen ums Leben.
Nach dem irakischen Überfall auf Kuwait am 2. August 1990 überwachte er die Besetzung des Landes. Vom 28. August bis November 1990 war er Gouverneur Kuwaits, das als 19. Provinz des Iraks annektiert worden war. Während dieser Zeit sollen die unter seiner Führung stehenden Truppen an der Zivilbevölkerung des Landes zahlreiche Gräueltaten begangen haben. Nach dem Zweiten Golfkrieg war er 1991 verantwortlich für die Niederschlagung des Aufstandes der Schiiten in Basra und Umgebung.
Von 1991 bis 1995 war er Innenminister und Verteidigungsminister, wurde aber abgesetzt, als er mit Udai Hussein, dem Sohn Saddam Husseins, in Streit geriet. 1995 war er angeblich für die Ermordung von Hussein Kamel (auch Kamil) verantwortlich, dem ehemaligen Rüstungsminister, der sein Neffe und zugleich Ehemann von Raghad, der Tochter von Saddam, war. Kamil war im August 1995 nach Jordanien geflüchtet und hatte dort Staatsgeheimnisse an die CIA, den MI6 und die UNO verraten. Kamil war von seiner Familie mit der Aussicht auf Straffreiheit in den Irak zurückgelockt worden. In Bagdad soll ihn Ali Hasan al-Madschid mit einem Exekutionskommando erwartet haben.
Anfang 2003, kurz vor dem Beginn des Irakkriegs mit dem Einmarsch der alliierten Truppen, ernannte Saddam Hussein al-Madschid zum Oberbefehlshaber über den Südirak, einen der einstmals vier irakischen Wehrbezirke. In seiner Zeit als Verteidigungsminister hatte sein Präsident ihn zum Feldmarschall ernannt. Ali Hasan war damit neben Saddam Hussein der einzige irakische Militär im Marschallsrang.

## Todesurteile
Ali Hasan al-Madschid stand als Nummer 5 auf der US-Fahndungsliste der meistgesuchten Iraker und wurde am 17. August 2003 von Truppen der US Army festgenommen. Ein irakisches Sondergericht verurteilte al-Madschid erstmals am 24. Juni 2007 zum Tode durch den Strang. Das Urteil wurde am 4. September 2007 vom Obersten Gerichtshof des Irak bestätigt. Die Richter sahen die Vorwürfe des Völkermordes an den Kurden, der Verbrechen gegen die Menschlichkeit sowie der Kriegsverbrechen als erwiesen an. Auf Veranlassung al-Madschids waren zwischen Februar und August 1988 im Rahmen der Anfal-Operation ca. 180.000 Kurden ums Leben gekommen. Weitere 1,5 Millionen Kurden waren in den Süden des Landes zwangsumgesiedelt worden. Der Giftgasangriff auf Halabdscha war zunächst nicht Gegenstand des Gerichtsverfahrens.
Die Vollstreckung des Todesurteils wurde zunächst verschoben, weil sie ansonsten in den heiligen Monat Ramadan gefallen wäre. Anschließend entbrannte eine juristische Kontroverse darüber, ob das dreiköpfige irakische Staatspräsidium das Procedere der Hinrichtung per Dekret zu bestimmen habe oder eine Entscheidung der Regierung ausreiche. Außerdem rechnete der damalige Vizepräsident Tariq al-Haschimi mit ernsten Konsequenzen nach der Hinrichtung al-Madschids. Als Offizier der Armee hätte er Befehle ausgeführt, für die man ihn nicht zur Verantwortung hätte ziehen dürfen. Er befürchtete eine Präzedenzwirkung und zahlreiche weitere Prozesse gegen Militärs. In den Mittelpunkt der Auseinandersetzungen rückte zusehends auch der frühere Verteidigungsminister Sultan Haschim al-Taie, der gemeinsam mit al-Madschid zum Tode verurteilt worden war. Er genoss den Respekt amerikanischer Offizieller, da er nach ihrer Meinung im Irakkrieg dazu beigetragen hatte, den Widerstand der irakischen Armee zu brechen. Hochrangige irakische Politiker und amerikanische Kommandanten, unter ihnen David H. Petraeus, setzten sich für ihn ein und verlangten seine Begnadigung. Diese hätte aber, so hieß es vor allem aus schiitischen und kurdischen Kreisen, auch andere Kriegsverbrecher dazu ermutigen können, eine Neubewertung ihrer Fälle zu verlangen. Am 29. Februar 2008 billigte das Staatspräsidium das Todesurteil gegen al-Madschid; im Fall al-Taies lehnte es eine Vollstreckung der Strafe jedoch ab. Die irakische Regierung verkündete, dass das Urteil gegen al-Madschid nicht vollstreckt werde, solange nicht auch die Todesurteile gegen al-Taie und einen weiteren Mitverurteilten bestätigt seien.
Am 20. April 2008 wurde al-Madschid nach einem Hungerstreik, mit dem er gegen die Haftbedingungen protestierte, in ein Militärhospital eingeliefert. Dort erlitt er am 23. April 2008 einen Herzinfarkt, vermutlich eine Folge des Hungerstreiks. Außerdem litt er zu diesem Zeitpunkt bereits seit mehreren Jahren an Diabetes. Noch am selben Tag wurde er aus dem Krankenhaus entlassen.
Am 2. Dezember 2008 verhängte das irakische Sondertribunal ein zweites Todesurteil gegen ihn, diesmal wegen der brutalen Niederschlagung des Schiitenaufstands nach dem Golfkrieg 1991. Eine dritte Verurteilung zum Tode erfolgte am 2. März 2009; die Vertreter der Anklage hatten ihm zuvor eine Beteiligung an der Ermordung schiitischer Muslime, unter anderem des Großajatollahs Mohammed Sadiq as-Sadr, im Jahr 1999 zur Last gelegt. Wegen des Giftgasangriffes auf Halabdscha erging gegen al-Madschid am 17. Januar 2010 das vierte Todesurteil. Am 25. Januar 2010 wurde er im Alter von 68 Jahren in Bagdad durch Hängen hingerichtet.